# Maqueta (música)
Maqueta o (maqueta-)demo (vegeu demo) és un tipus de gravació amb un o uns temes musicals. S'utilitza normalment pels artistes abans de llançar un treball professional al mercat, i pot donar una idea de l'estil final del producte.
Una maqueta pot ser gravada a casa o realitzada en estudi de gravació. És típicament distribuïda com casset, vinil o CD.
Existeixen concursos per als maquetes.